# Karel Mach
Karel Mach (* 17. června 1960) je český politik a státní úředník, v 90. letech 20. století poslanec České národní rady a Poslanecké sněmovny za KDU-ČSL a předseda výkonného výboru Pozemkového fondu, počátkem 21. století náměstek ministra zemědělství.

## Biografie
V letech 1975–1979 vystudoval SPŠ stavební (obor vodohospodářské stavby a meliorace). V období let 1979–1980 pak pracoval v podniku Agroprojekt Praha jako projektant hydromeliorací. V letech 1980–1984 vystudoval provozně ekonomickou fakultu Vysoké školy zemědělské. Po základní vojenské službě působil v letech 1985–1987 v podniku Velkovýkrmny o.p. Praha, o.z. 01 Třeboň jako specialista vodního hospodářství a potom v období let 1987–1991 v KIIO České Budějovice coby samostatný specialista pro zemědělský půdní fond a náhradní rekultivace.
Po sametové revoluci se zapojil do politického života. Roku 1990 se stal členem Rady města České Budějovice. V roce 1991 byl jmenován vedoucím Okresního pozemkového úřadu v Českých Budějovicích. Od roku 1992 je členem KDU-ČSL.
Ve volbách v roce 1992 byl zvolen do České národní rady za KDU-ČSL (volební obvod Jihočeský kraj). Od vzniku samostatné České republiky v lednu 1993 byla ČNR transformována na Poslaneckou sněmovnu Parlamentu České republiky. Mandát obhájil ve volbách v roce 1996 a ve sněmovně setrval do konce funkčního období parlamentu, tedy do voleb v roce 1998. V letech 1992-1998 byl místopředsedou zemědělského výboru.
V roce 1992 byl členem Prezídia Pozemkového fondu a v květnu 1993 byl zvolen předsedou Výkonného výboru Pozemkového fondu. Funkce v Pozemkovém fondu se vzdal v říjnu 1997 poté, co vstoupila v platnost úprava omezující souběh poslanecké funkce a v státních úřadech.
V letech 1992–1998 byl členem Celostátního výboru KDU-ČSL. V sněmovních volbách roku 1998 měl kandidovat za KDU-ČSL, ale v dubnu 1998 odstoupil z kandidátní listiny. Vadila mu nevolitelná pozice na kandidátce. Krátce poté napsala Mladá fronta Dnes, že Mach měl coby šéf Pozemkového fondu umožnit podhodnocený prodej půdy družstvu Stavbař a tím připravit rozpočet fondu o 21 milionů Kč. Předseda KDU-ČSL Josef Lux ale následně odmítl, že by důvodem pro Machovo odstoupení z kandidátní listiny byla tato kauza. Za viníka nevýhodného prodeje půdy navíc označil politika ODS Karla Burdu. V období let 1998–2002 zastával funkci ředitele úřadu Regionální Agrární komory Jihočeského kraje v Českých Budějovicích. Na této pozici se zmiňuje již koncem roku 1998. Zároveň od roku 1999 do roku 2002 působil jako místopředseda Českomoravské myslivecké jednoty a člen Myslivecké rady této organizace.
V listopadu 2001 Mladá fronta Dnes přinesla informaci o tom, že Mach a Josef Lux nechali v době, kdy zasedali ve vedení Pozemkového fondu, vydělat firmě ovládané lidoveckými politiky. O rok později pak týž deník zveřejnil podezření, že Mach získal nezákonně rodinný dům v obci Chotýčany na Českobudějovicku. Nemovitost měl odkoupit přes třetí osobu od Pozemkového fondu v době, kdy fondu předsedal. Bývalý poslanec se hájil s tím, že „nepochybně nedošlo k žádnému porušení práva, koupil jsem to od soukromé firmy, která byla normální vlastník.“
Od roku 1998 až do roku 2010 vykonával funkci starosty obce Chotýčany. Do tamního obecního zastupitelstva byl za KDU-ČSL zvolen v komunálních volbách v roce 1998, komunálních volbách v roce 2002 a komunálních volbách v roce 2006. Profesně se uvádí jako zemědělský inženýr.
Do roku 2002 Mach zasedal v dozorčí radě podniku České lesy. V roce 2002 ho ministr zemědělství Jaroslav Palas jmenoval náměstkem pro zemědělskou výrobu. Podle jiného zdroje měl funkci náměstka pro lesnictví a vodní hospodářství. Z funkce ho v únoru 2006 odvolal nový ministr Jan Mládek. Následně v letech 2006–2007 působil v České inspekci životního prostředí jako poradce generálního ředitele.
V srpnu 2008 zasedl do vedení státního podniku Povodí Vltavy. V této firmě působil již od roku 2006 jako její technický ředitel. List Ekonom ho v roce 2012 uvádí jako dlouholetého známého jihočeského podnikatele a politika ODS Pavla Dlouhého. Na pozici technického ředitele státního podniku Povodí Vltavy skončil v roce 2012 a od roku 2012 je uváděn jako samostatný specialista útvaru Generálního ředitelství Povodí Vltavy.
Dlouhodobě se angažuje v Jihočeské univerzitě v Českých Budějovicích. Zde v letech 1993–1994 vykonával funkci člena vědecké rady Zemědělské fakulty, na které pak v období let 1995–1996 externě vyučoval. Od roku 1995 setrvale působí na pozici člena promočního kolegia děkana této fakulty a člena státní zkušební komise Ekonomické fakulty Jihočeské univerzity. Stav: spokojeně rodinný, vnoučata Štěpán, Karel, Edita a Jakub.